# Энгель, Йожеф
Йожеф Энгель (26 октября 1815, Шаторальяуйхей, Боршод-Абауй-Земплен — 30 мая 1901, Будапешт) — венгерский скульптор.

## Биография
Родился в 1815 году в еврейской семье. Оставил занятия Талмудом и бежал из дому в Вену, где поступил в мастерскую для изготовления деревянных безделушек. Его работы отличались таким изяществом, что обратили внимание некоторых заказчиков, которые помогли ему поступить в художественную академию.
Его бюсты королевы Виктории и её мужа Альберта создали Энгелю большую популярность. Ателье скульптора в Риме считалось одним из самых известных: Энгель получал заказы от германского императора, английского короля и других аристократов.